# Alasmidonta mccordi
Alasmidonta mccordi е изчезнал вид мида от семейство Unionidae.

## Разпространение
Този вид е бил ендемичен за плитките води на река Куса в окръг Сейнт Клер, Алабама.